# 왕자 대
왕자 대(王子 帶, 기원전 672년 ~ 기원전 635년 4월)는 주나라의 비정통 왕이다. 성은 희(姬)이다. 주 혜왕의 아들이고, 주 양왕의 이복동생이다. 태숙 대(太叔 帶), 숙대(叔帶)라고도 한다. 감(甘, 현재의 뤄양 시 남쪽)을 식읍으로 받았고, 감공(甘公)에 봉해졌다. 시호는 감 소공(甘 昭公)이다.

## 생애
혜왕의 첫째 왕후는 양왕을 낳은 뒤 죽었으므로, 혜왕이 둘째 왕후를 맞이했는데, 총애를 받아 왕자 대를 낳았다. 둘째 왕후는 대를 태자로 세우려고 했으나 뜻을 이루지 못하고 죽었다.
기원전 655년, 패자인 제 환공이 수지(首止)에서 회맹을 열었다. 노 희공, 송 환공, 진 선공, 위 문공, 정 문공, 허 희공과 조 소공이 참여하였다. 제후들은 당시 태자였던 양왕을 만났고, 이는 태자의 지위를 높임으로써 왕실을 안정시키려는 것이었다. 혜왕은 이에 불만스러워 했고, 정 문공으로 하여금 제 환공에 반기를 들게 했다. 결국 제 환공과 제후들의 연합군이 정나라와 전쟁을 벌이게 되었다.
기원전 653년 겨울, 혜왕이 죽었는데 양왕은 왕자 대가 왕위를 두고 쟁립할 것을 두려워하여 발상하지 아니하였고, 제 환공에게 어려움을 알렸다.
기원전 652년 봄, 제 환공이 도(洮)에서 제후들과 회맹하였다. 이로써 양왕의 왕위가 안정되자 비로소 혜왕의 발상을 했다.
기원전 649년 여름, 왕자 대가 양읍(揚邑), 거읍(拒邑), 천읍(泉邑), 고읍(皋邑)의 융인(戎人)들을 불러 모은 뒤 이(伊), 락(雒)의 융(戎)과 함께 경사(京師)를 토벌하였고, 왕성(王城)으로 공격해 들어가 동쪽 문을 불태웠다. 진 목공과 진 혜공이 융인들을 토벌하고 왕실을 구원하니, 융인들이 물러나 달아났다.
기원전 648년, 양왕이 작년의 일을 빌미로 왕자 대를 토벌하려 하니 왕자 대가 달아나 제나라로 갔다.
기원전 647년, 제 환공이 함(咸)에서 제후들과 회맹했고, 제후들이 군대를 보내 주나라의 경기에 주둔했다.
기원전 638년, 양왕이 왕자 대를 불러 경사로 돌아오게 했고, 이전의 죄를 용서하였다.
기원전 635년, 왕자 대가 다시 난을 일으키자 양왕이 도망하였다. 진 문공이 출병하여 왕자 대를 살해하였고, 양왕을 호송하여 주나라로 돌아가게 했다.